# Kodeks 0291
Kodeks 0291 (Gregory-Aland no. 0291) – grecki kodeks uncjalny Nowego Testamentu na pergaminie, datowany metodą paleograficzną na VII lub VIII wiek. Rękopis jest przechowywany na Synaju. Tekst rękopisu jest wykorzystywany we współczesnych wydaniach greckiego Nowego Testamentu. 

## Opis
Zachował się fragment 1 pergaminowej karty rękopisu z greckim tekstem Ewangelii Łukasza (8,45-9,2). Według rekonstrukcji oryginalne karty miały rozmiar 15 na 12 cm. Tekst jest pisany dwoma kolumnami na stronę, 27 linijek tekstu na stronę . 

## Historia
INTF datuje rękopis 0291 na VII lub VIII wiek . 
Rękopis został znaleziony w maju 1975 roku podczas prac restauracyjnych w klasztorze wraz z wieloma innymi rękopisami . Na listę greckich rękopisów Nowego Testamentu wciągnął go Kurt Aland, oznaczając go przy pomocy siglum 0291. Został uwzględniony w II wydaniu Kurzgefasste. 
Rękopis jest wykorzystywany we współczesnych wydaniach greckiego Nowego Testamentu (NA27, NA28). Nie wykorzystano go w UBS4. 
Rękopis jest przechowywany w Klasztorze Świętej Katarzyny (N.E. ΜΓ 1) na Synaju .